# Harald Hennum
Harald Hennum (29 maggio 1928 – 14 ottobre 1993) è stato un calciatore norvegese, di ruolo attaccante.

## Carriera
Fu capocannoniere del campionato norvegese nel 1955 e nel 1958.

## Palmarès

### Club

#### Competizioni nazionali
- Coppa di Norvegia: 4

Skeid: 1954, 1955, 1956, 1958